# Río Suarón
El río Suarón  es un río costero del norte de la península ibérica que discurre por el extremo occidental  del Principado de Asturias (España). 

## Curso
Nace en el paraje de La Garganta, en la Sierra de La Bobia y desemboca en la ría de Ribadeo por la localidad de Vegadeo, tras pasar por Meredo y Piantón. Discurre a lo largo de unos 19 km casi enteramente por el concejo de Vegadeo salvo los primeros dos kilómetros desde su nacimiento, en el entorno del Puerto de La Garganta (Villanueva de Oscos), y cuatro kilómetros en que constituye frontera con el concejo de Castropol, entre el mazo de Meredo y Armeirín. Su afluente principal es el río Lormes.
Históricamente, el Suarón tuvo una significativa concentración de mazos (herrerías), de los que un interesante ejemplo se conserva, restaurado, en Meredo.

## Galería

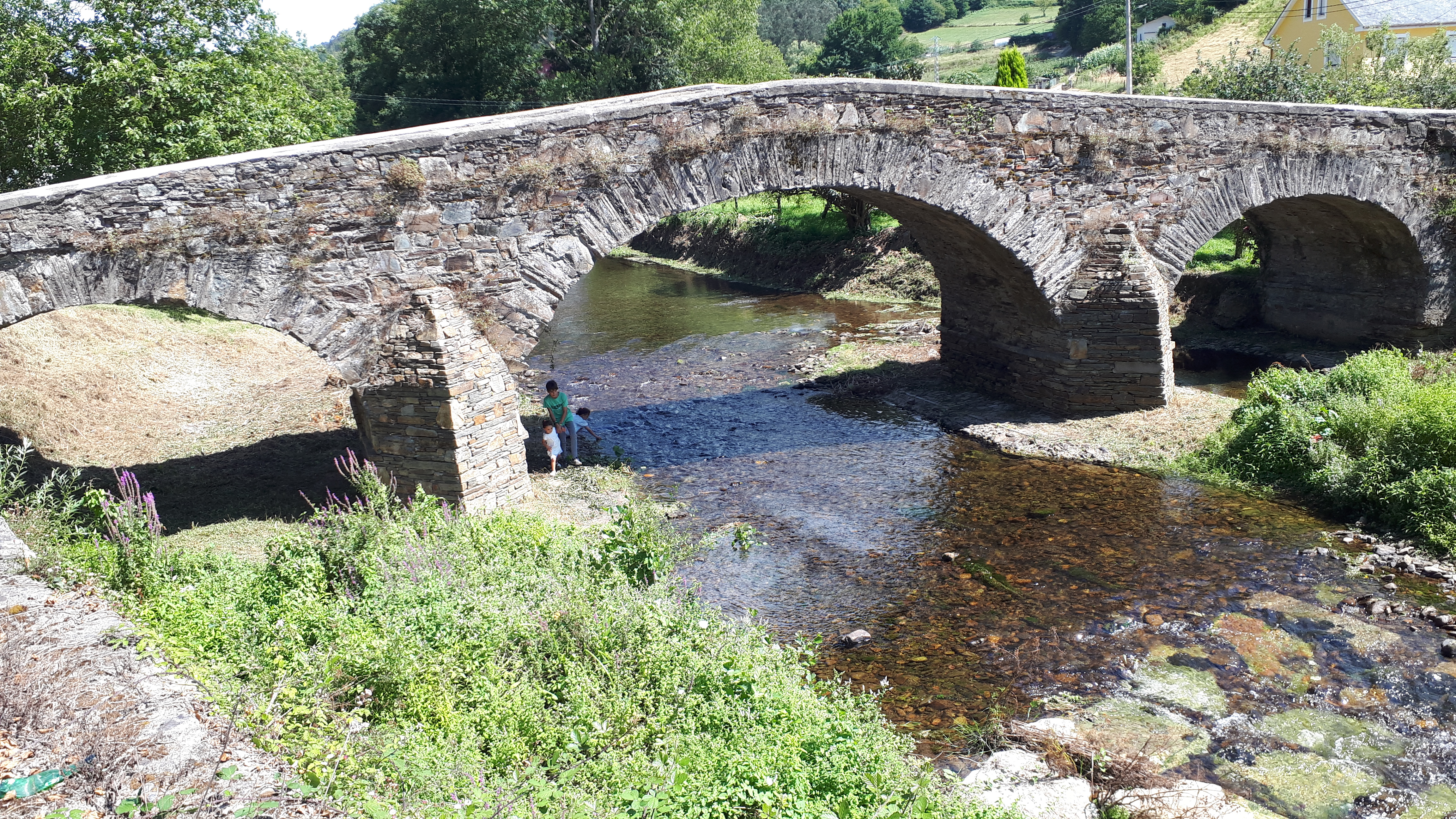
Puente medieval en Piantón sobre el río Suarón
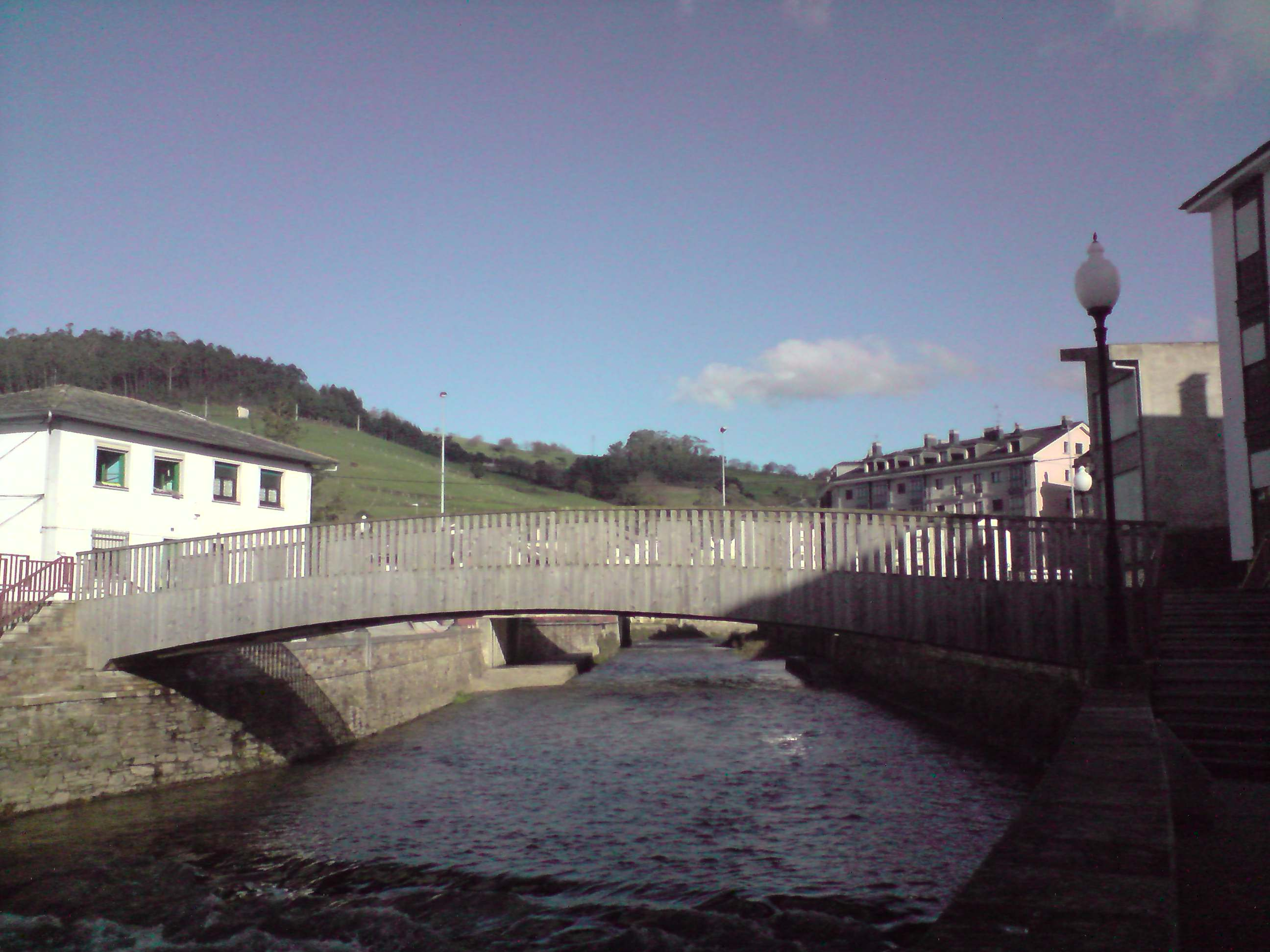
Río Suarón en Vegadeo
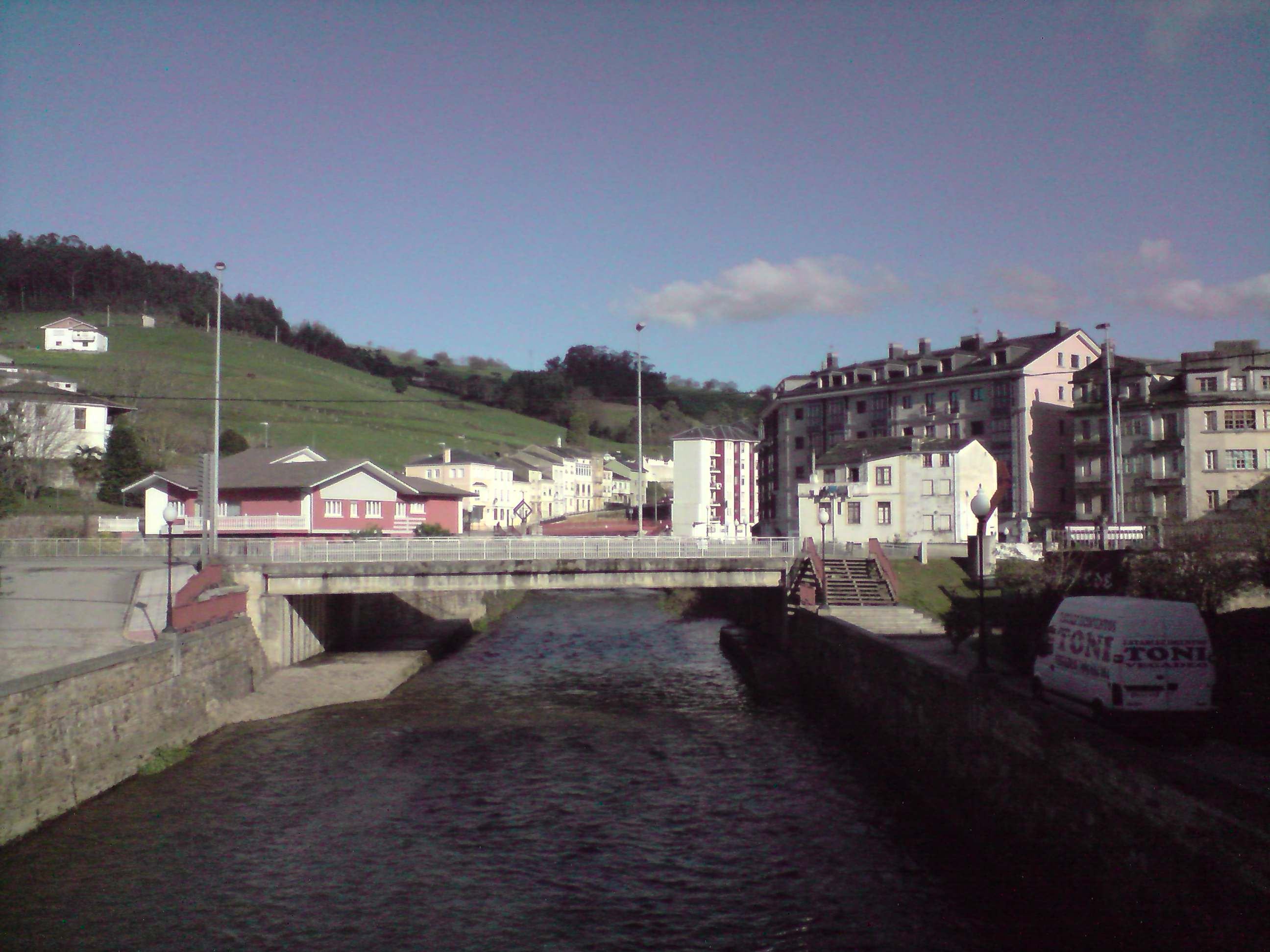
Río Suarón en Vegadeo
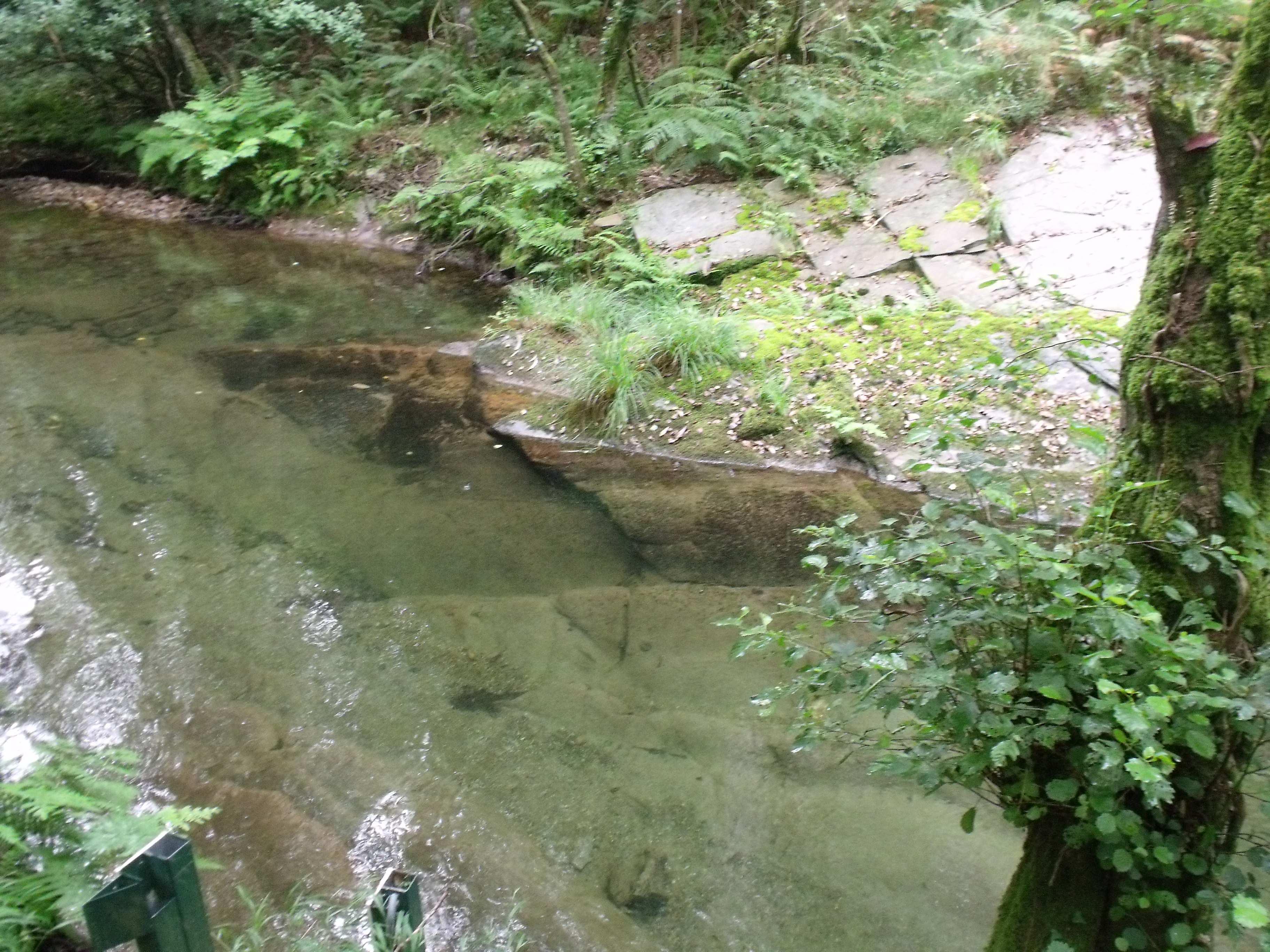
Río Suarón en el Mazo de Meredo
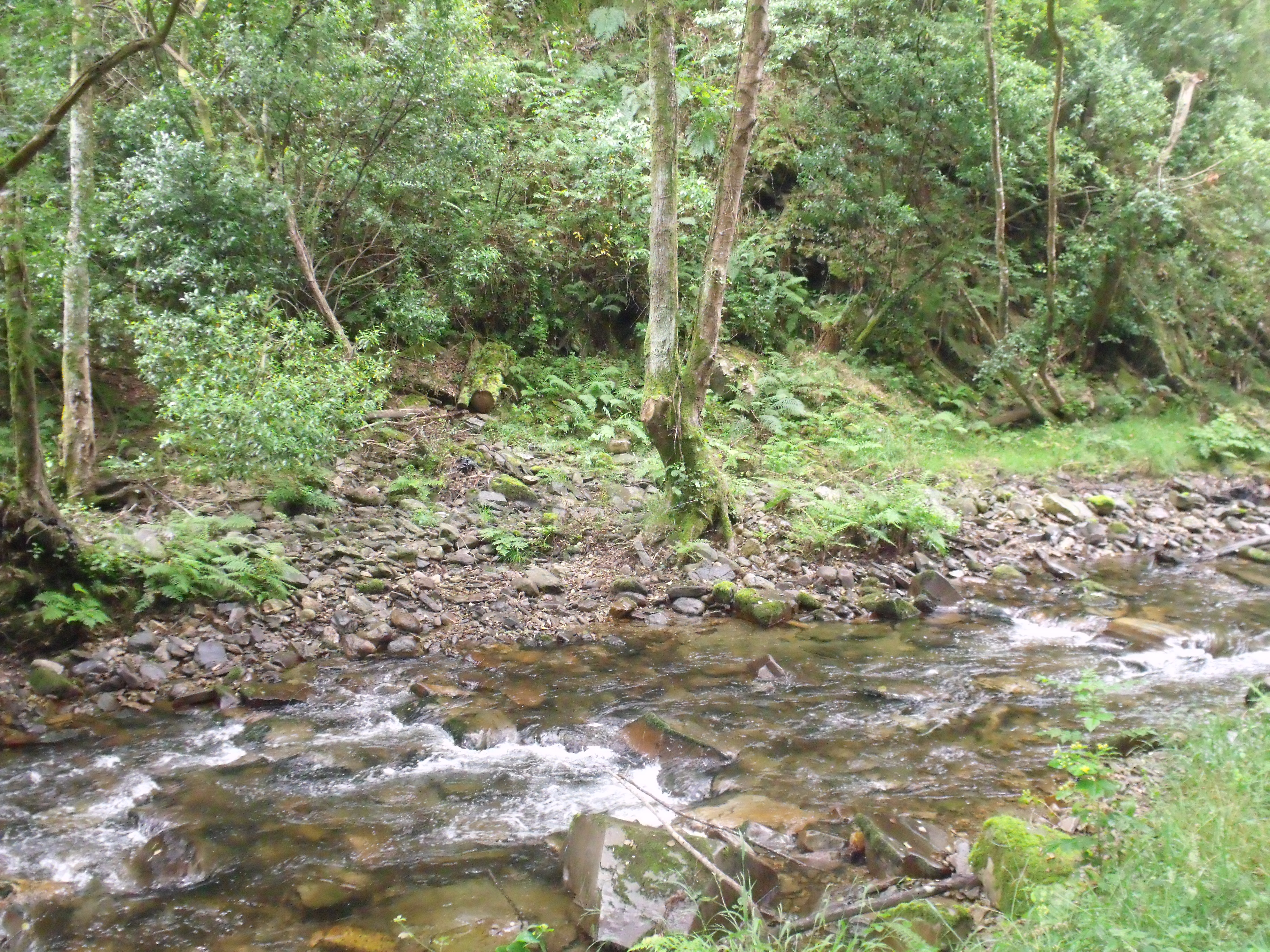
Río Suarón en el Mazo de Meredo
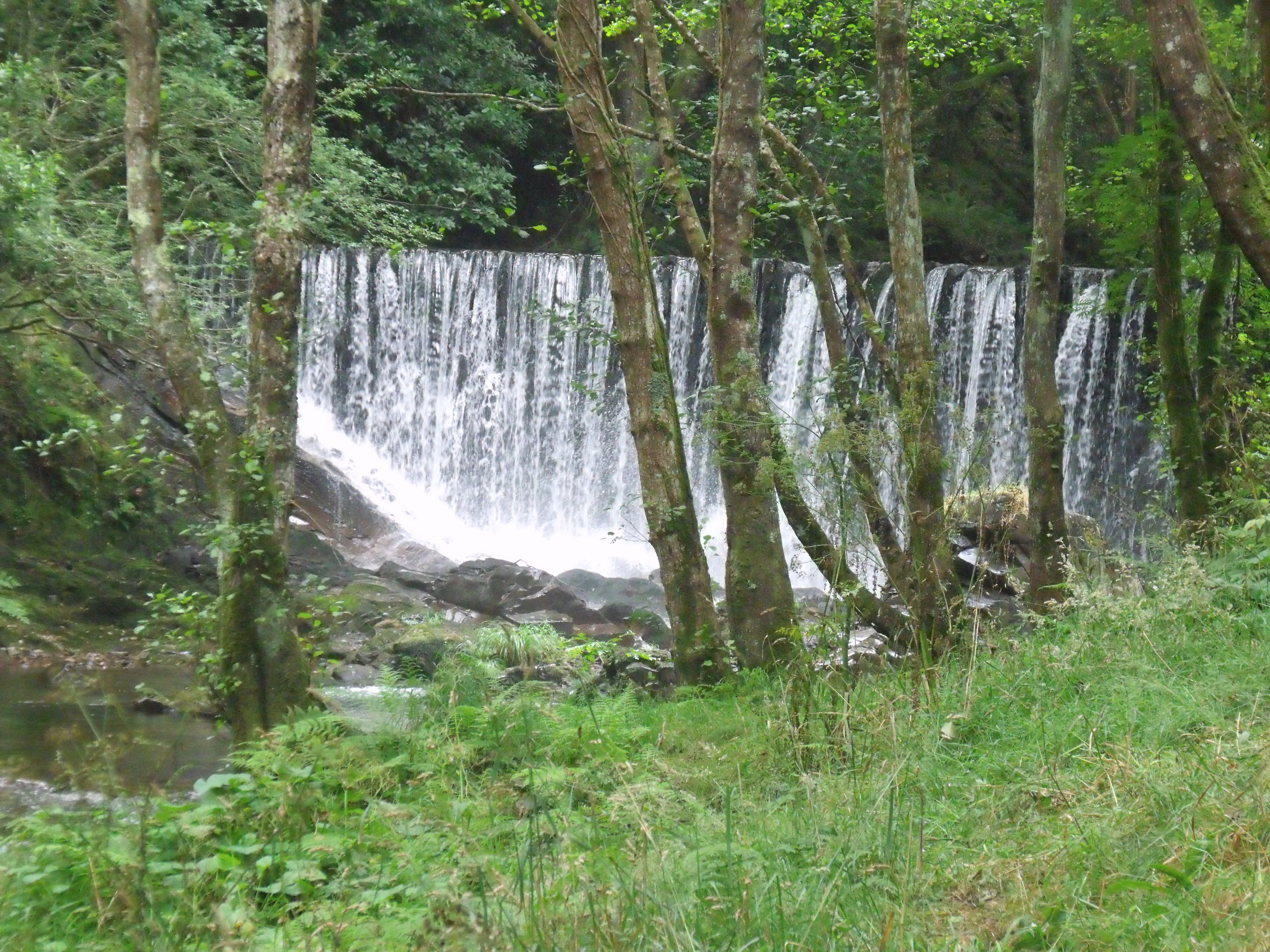
Presa del Suarón en el Mazo de Meredo